# Eriksberg (biograf)

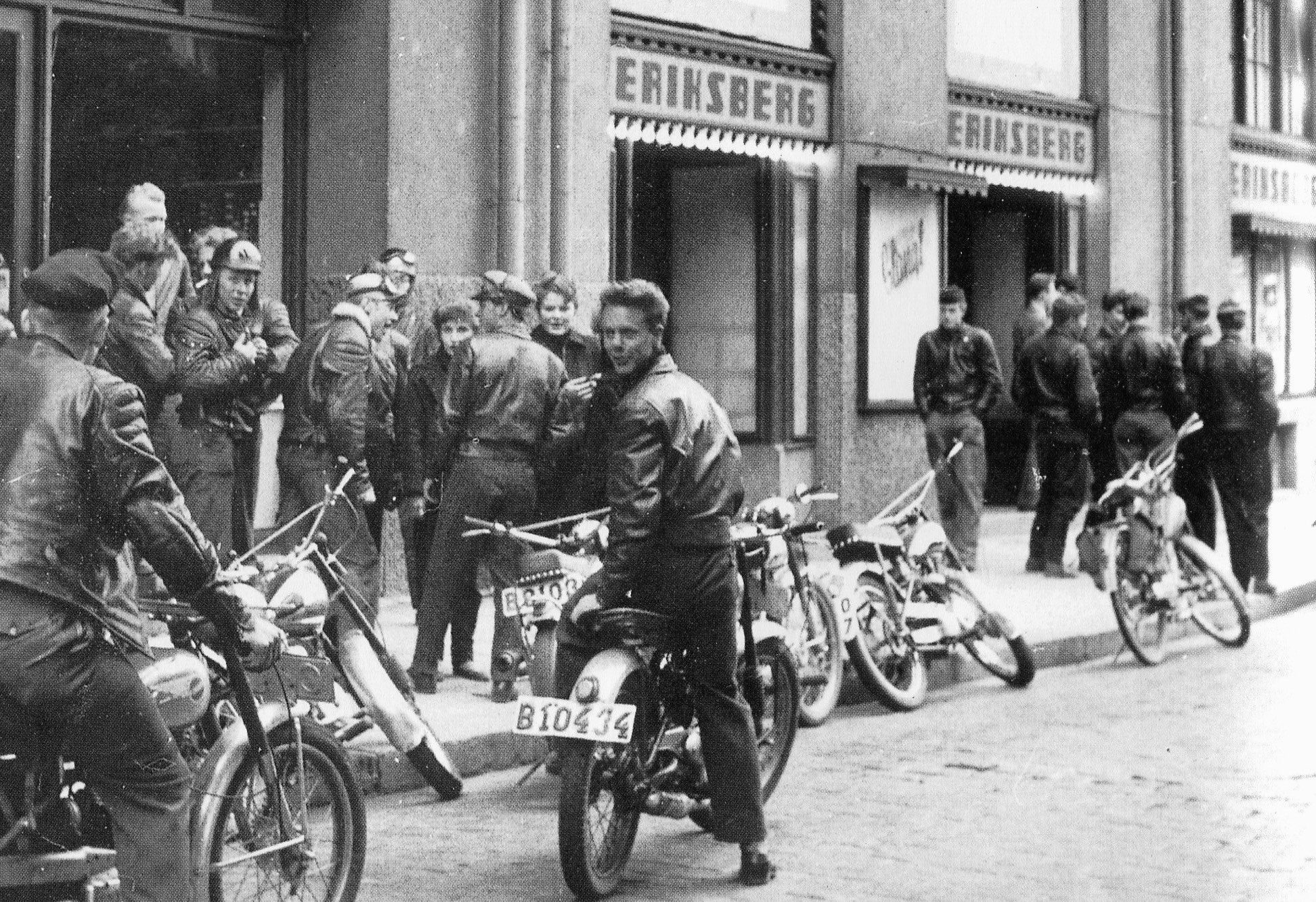
Biograf Eriksberg på 1950-talet.

Eriksberg eller Eriksbergs-Teatern var en biograf vid Birger Jarlsgatan 58 i Stockholm. Den första filmen visades 1918 och den sista 1986. Från 1973 till nedläggningen hette biografen Woodstock respektive Woodstock 1-2.

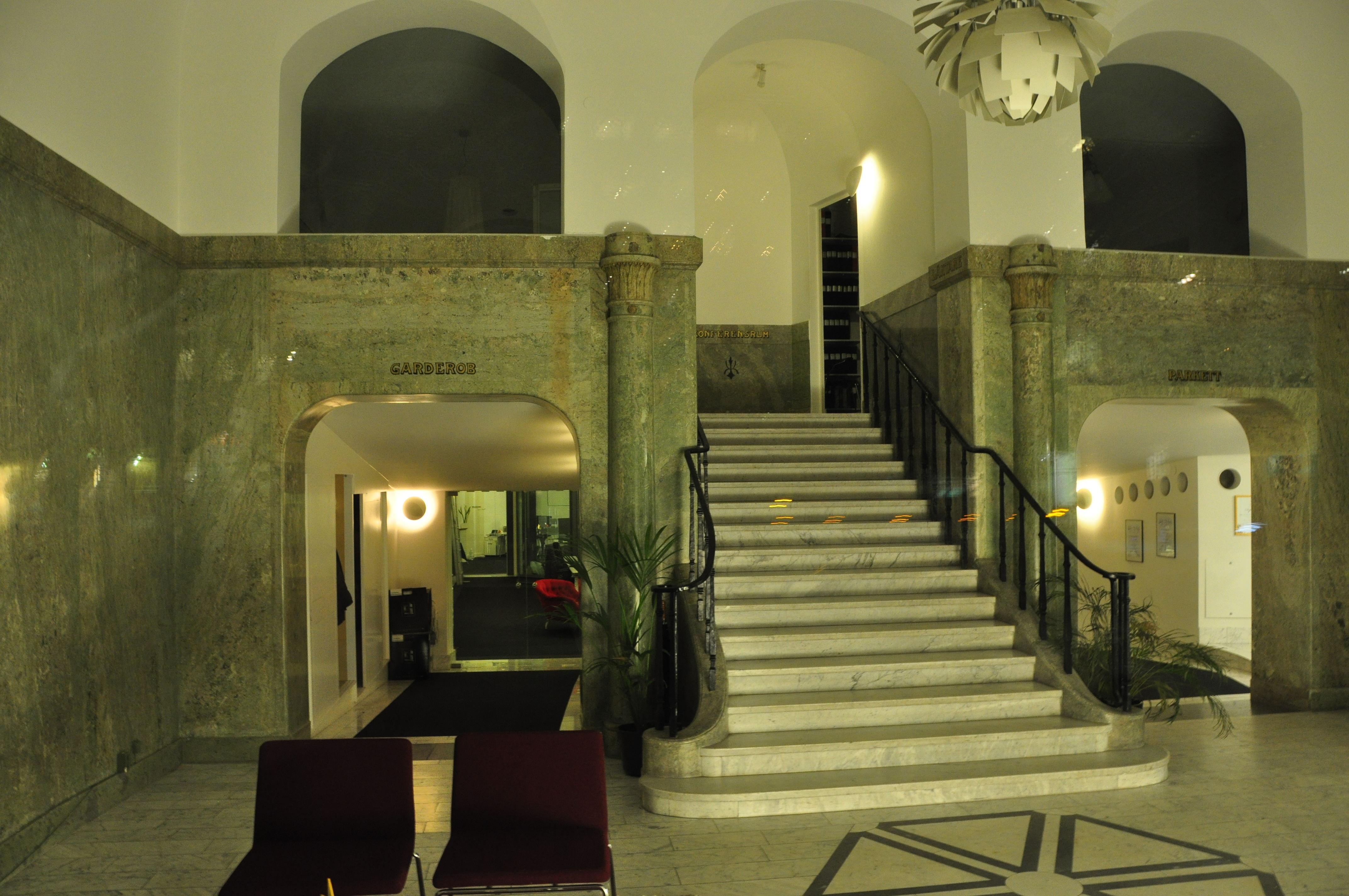
Foajén 2011

Biografen öppnade den 13 januari 1918 som biograf Eriksberg i en ny fastighet ritad av arkitektkontoret Hagström & Ekman. Den namngavs efter området Eriksberg. Eriksbergs-Teatern, som var en av Stockholms premiärbiografer, hade från början 433 platser, varav 60 fanns på läktaren. 
Biografen ägdes av Karl Hjalmar Lundblad som så småningom byggde upp sin biografkedja Paradenbiografrena. Eriksbergsbion övertogs hösten 1928 av Sandrews som drev den fram till oktober 1973. Under 1960-talet renoverades salongen varvid platsantalet minskades. För att tydliggöra förändringen fick den heta Nya Eriksberg och blev Sandrews biograf för kvalitetsfilmer och repriser av filmklassiker. 
Nya ägare blev Filminvest som gjorde om den till renodlad porrbiograf under namnet Woodstock. Efter en tid byggdes den om till multibiograf med två salonger, Woodstock 1-2. Projektorerna modifierades då med ett franskt system som gjorde det möjligt att köra filmen i ändlös slinga utan att behöva ladda om. År 1984 övertog Filminvest biografen Rita och gjorde om även den till porrbiograf under nya namnet Zita. I april 1985 stängdes Woodstock som biograf. Idag huserar ett musikförlag i de ombyggda lokalerna.